# Nekropole von Monpalais

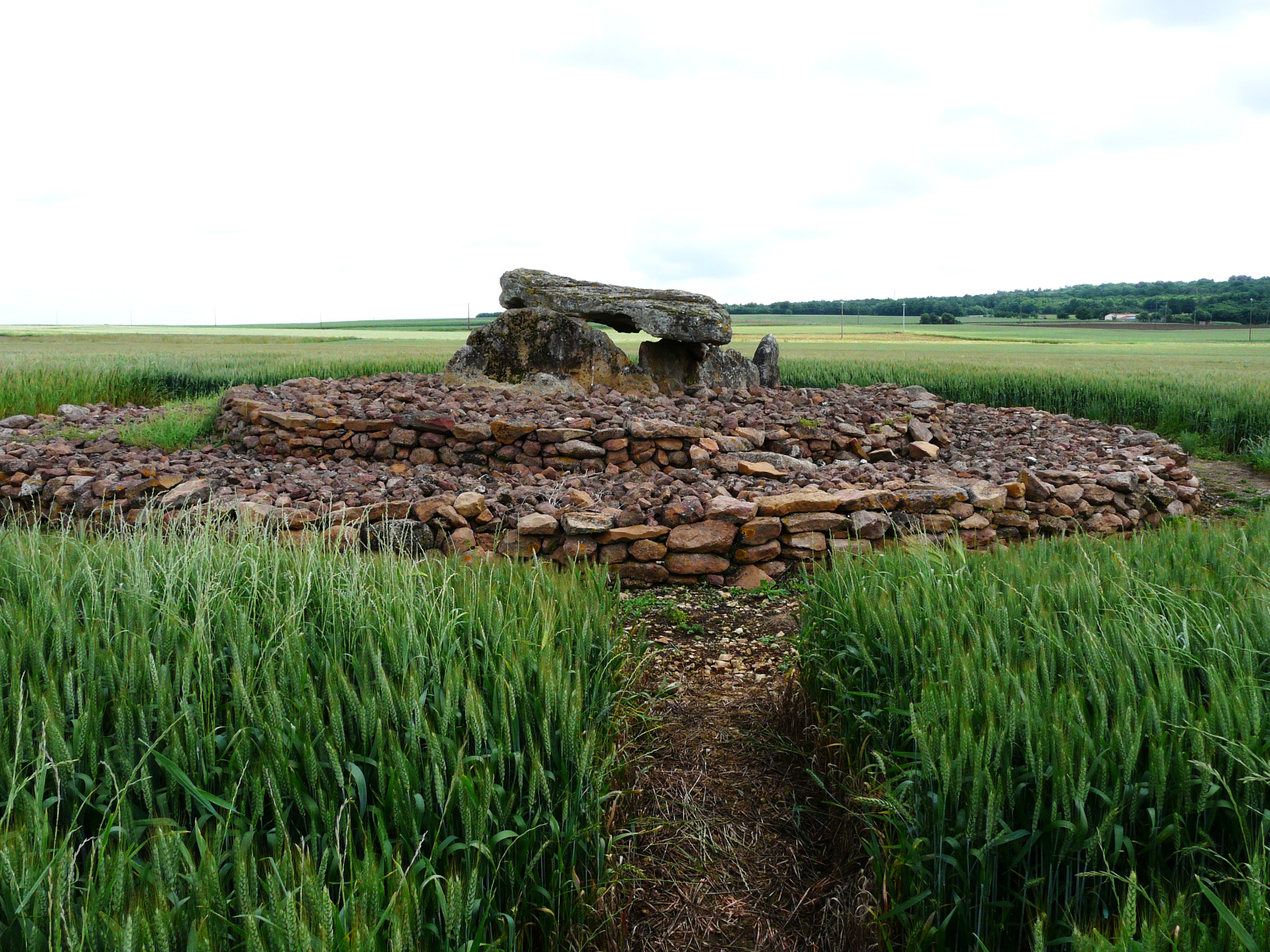
Dolmen 1

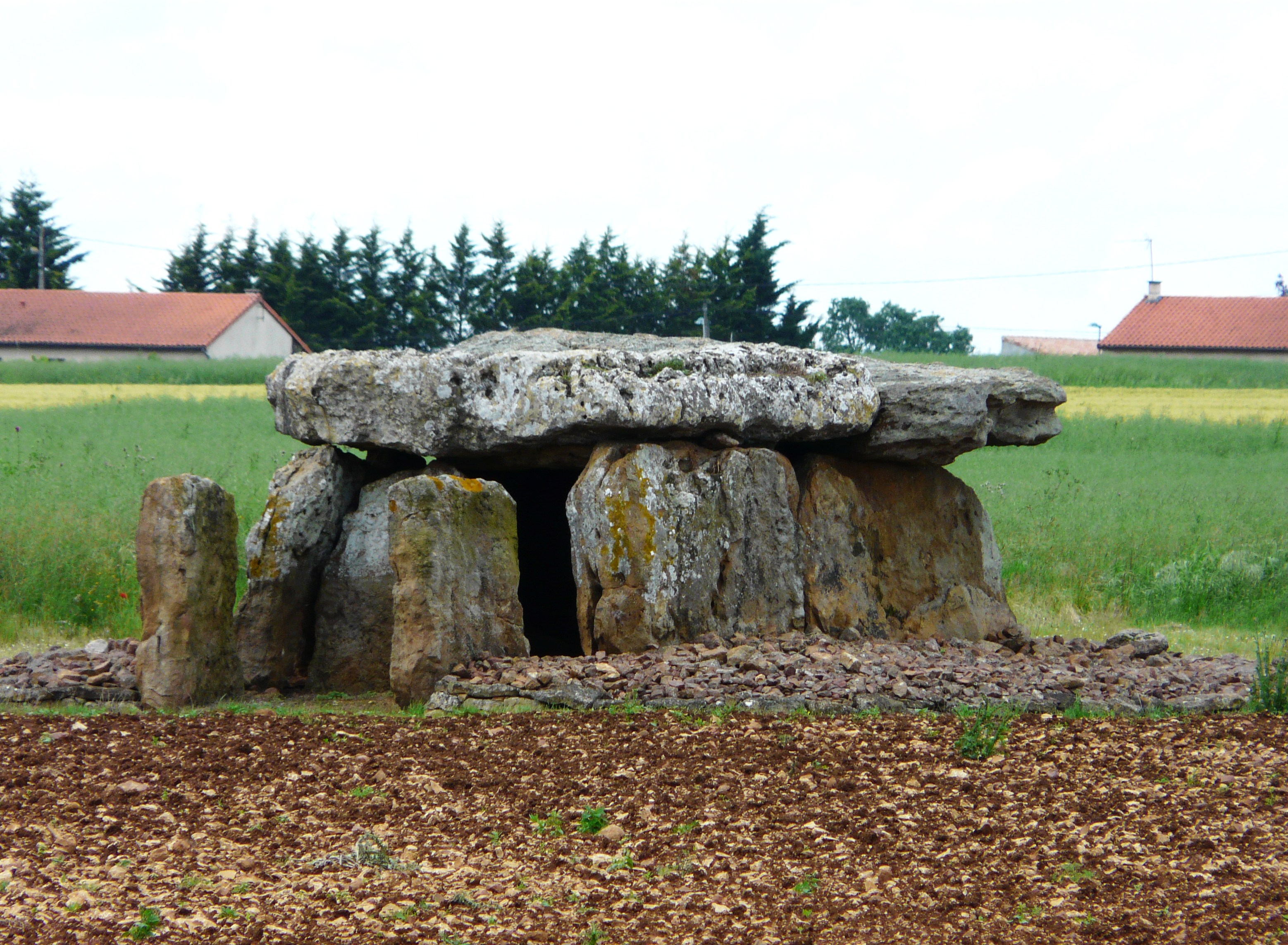
Dolmen 4

Die Nekropole von Monpalais (auch französisch Les dolmens de Taizé – deutsch „die Dolmen von Taizé“ genannt) liegt im Val de Thouet, westlich der D17 südöstlich von Thouars im Département Deux-Sèvres in Frankreich. Die Nekropole bestand ursprünglich aus neun Dolmen und einem Tumulus. Die Megalithanlagen haben keine registrierten Eigennamen, sie tragen Nummern zwischen E 129 und E 170 und wurden in den 1950er und 1960er Jahren von Charles Hébras ausgegraben (Nr. 1 und 4 sind besser restauriert). Dolmen ist in Frankreich der Oberbegriff für Megalithanlagen aller Art (siehe: Französische Nomenklatur).

## Dolmen 1
Der restaurierte Dolmen à couloir (Dolmen mit Gang) liegt in einem kleinen runden Steinhügel. Die Kammer misst etwa 3,0 × 2,0 m. Der Zugang, der zur Hälfte von einem Stein verschlossen ist, liegt im Osten. Der erhaltene Deckstein liegt über dem Westen der Kammer.
Ein doppelter, gestufter Steinhügel umschließt den Dolmen. Der innere Bereich ist höher und hat etwa 8 m Durchmesser, während der äußere etwa 15 m Durchmesser hat und von Randsteinen gefasst wird. Die Steine im Hügel sind rot, obwohl die meisten Steine in der Gegend weiß sind.

## Dolmen 2
Nur 50 m westlich liegt ein kollabierter Dolmen, bestehend aus einem Deckstein, einem Endstein und zwei Seitensteinen. Die Kammer kann etwa 1,5 × 1 m groß gewesen sein. Um diese Steine liegt eine etwa 7,0 × 5,0 m große rechteckige Steinpackung, die aus den roten Steinen des ehemals wohl runden Hügels besteht.

## Dolmen 3
Dolmen 3 ist ein kleiner unvollständiger Dolmen, etwa 150 m westlich von Dolmen 4. Ein etwa 3,0 × 2,0 m messender Deckstein liegt auf zwei verkippten Seitensteinen und einem Endstein. Der Zugang zeigt nach Norden, was äußerst selten ist. Die Kammersteine liegen in einem Steinhügel von etwa 7,0 m Durchmesser, der auch die Kammer füllt.

## Dolmen 4
Ein paar hundert Meter nördlich von Dolmen 1 liegt der große Dolmen 4, der ein Dolmen in V-Form ist, der in einem randsteingefassten ovalen Hügel von etwa 15,0 × 10,0 m, liegt. Die mannshohe Kammer ist etwa 8,0 m lang. Im Osten, wo der Zugang liegt, ist sie etwa 2,0 m und am westlichen Ende etwa 4,0 m breit.
Zwei überstehende Decksteine bedecken den Hauptteil der Kammer, während der Eingangsbereich nicht bedeckt ist. In der Kammer befindet sich ein Stein, der keine architektonische Funktion hat, ein Merkmal von Anlagen in der Region, das aber seltener auch in anderen Megalithgebieten vorkommt. Der Rundhügel reicht auf der Zugangsseite nur bis an die Vorderkante der Tragsteine, ob dies dem Originalzustand entspricht, ist offen.

## Dolmen 5
Westlich der Dolmen 1–4 näher am Dorf Praillon liegt der restaurierte Dolmen 5. Ein etwa 2,0 × 2,0 m messender Deckstein liegt auf zwei Seitenplatten und einem Endstein. Der Zugang liegt im Osten, wo sich in Sichtweite die Dolmen 3 und 4 befinden. Er liegt in einem Steinhaufen aus kleinen roten Steinen, der etwa 5,0 m Durchmesser hat.

## Dolmen 6
Die Reste einer etwa 2,0 × 1,0 m messenden Kammer ohne Deckstein liegen in einem kleinen runden Steinhaufen von etwa 7,0 m Durchmesser. Der Zugang zeigt nach Nordosten. Der Dolmen hat zwei stärker beschädigte, lange Seitensteine und einen Endstein.